# NGC 531

NGC 531

إن جي سي 531 (بالألمانية: NGC 531) التي يرمز لها بالرمز NGC 531، هي مجرة، في كوكبة المرأة المسلسلة.

## الاكتشاف
اكتشفت في 16 أكتوبر 1855، بواسطة ويليام بارسونز.